# Андре Молле
Андре Молле(фр. André Mollet 1600 ? — влітку 1665) — французький ландшафтний архітектор, що працював у ГолландіЇ, Англії, Швеції. Син французького садівника Клода Молле (бл. 1547—1647).

## Життєпис. Праця в Англії і у Голландії

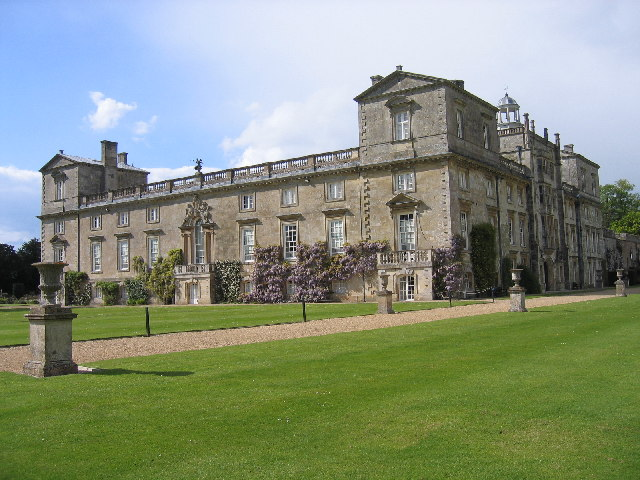
Палац Вілтон Хаус графів Пембрук, графство Вілтшир.

Не всі факти з життя ландшафтного архітектора збережені. Нема точних відомостей про день і рік народження. Походить з родини французьких садівників. що обслуговували королів Франції.
На відміну від батька, Клода Молле, Андре мало працював у Франції. Практика з батьком дозволила працювати самостійно. У 1620-ті роки його запросили на працю до короля Англії Карла І. Окрім облаштування саду короля, Андре Молле працював над удосконаленням саду при палаці Вілтон Хаус графів Пембрук, графство Вілтшир.
Тісні культурні зв'язки Англії та новоствореної республіки Голландії спричинили запрошення у 1633 році французького садівника на працю до двору штатгальтера і аристократа Фредеріка Генрі Оранського (1584—1647). Андре Молле створив в саду принца Фредеріка Генрі партери і бродері з гербом аристократа з використанням кольорового гравію, трави та стриженого смшита, а партери по обидва боки центральної стежки-осі ансамблю. Встиг попрацювати щонайменше у двох резиденціях принца Фредеріка Генрі — Гюйс Гонселлардійк (палац Гонселар у Дийку) та Гюйс тер Нейбург. Сади в Гюйс тер Нейбург були створені в стилі регулярних французьких 1636 року. Тоді відбулась зустріч із французьким архітектором Жаком де ла Валлє, з котрим садівник Андре Молле працюватиме у Швеції.

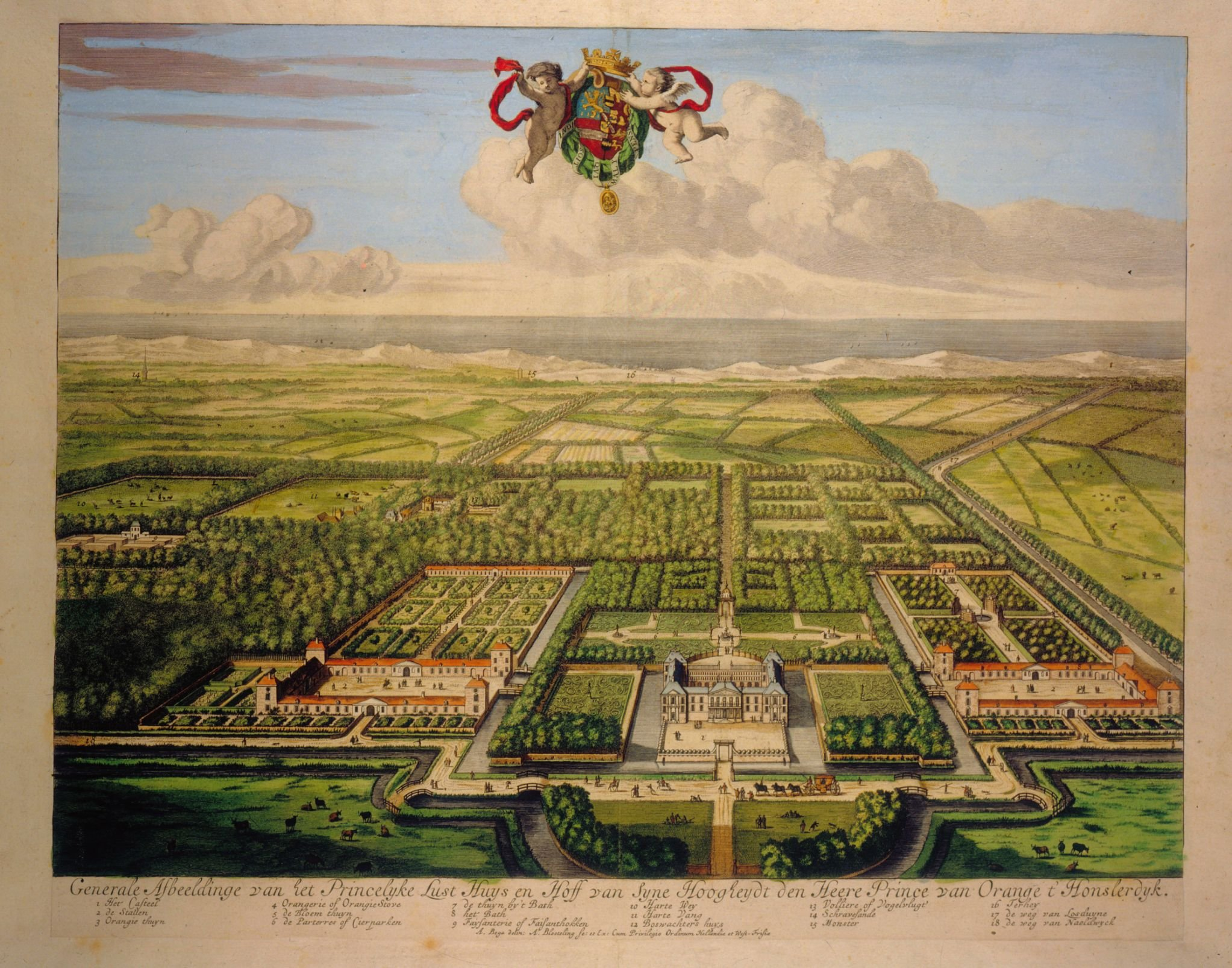
Парк і палац Гонселар у Дийку до руйнації. Голландія, гравюра 1683 року.
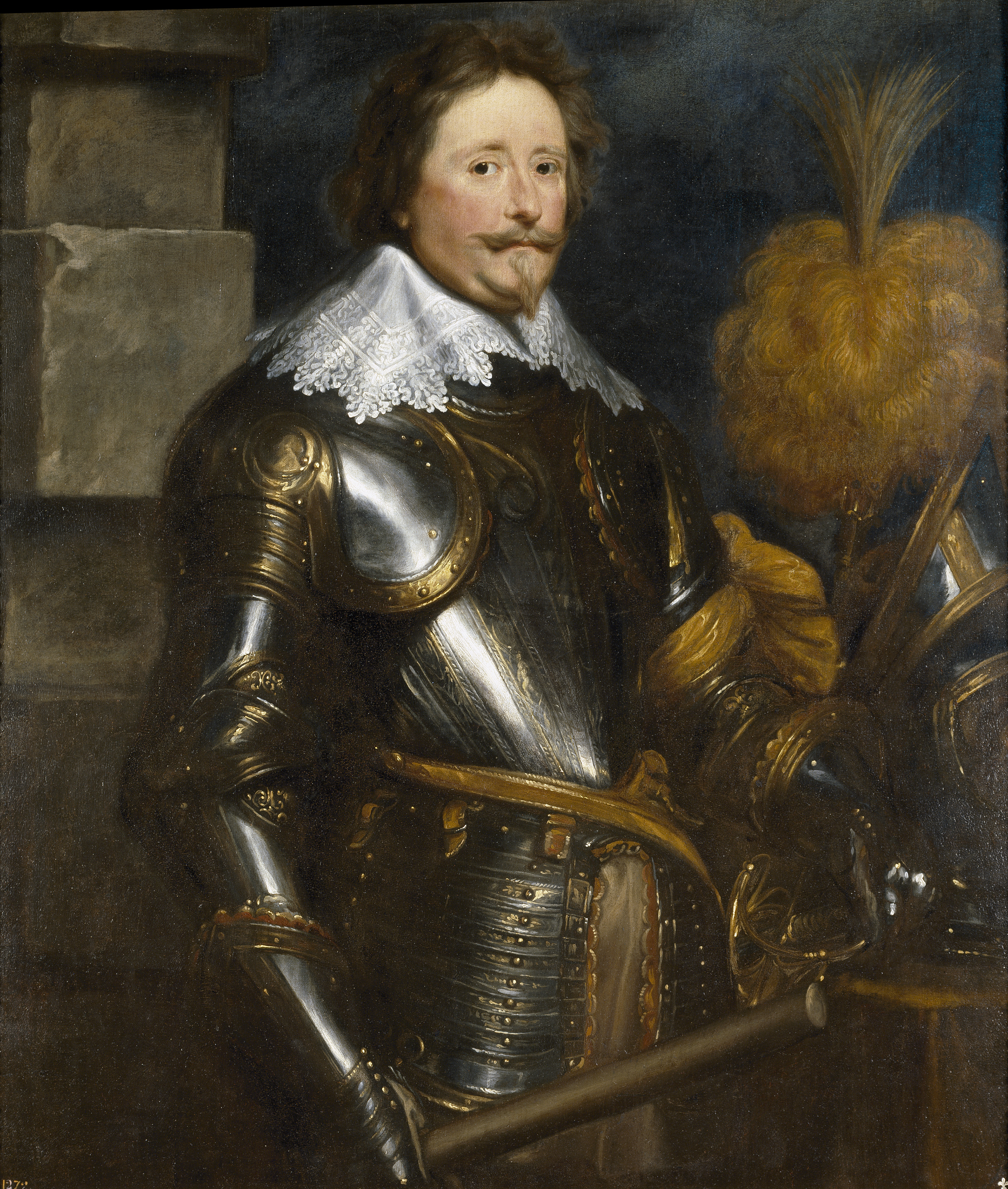
Худ. Антоніс ван Дейк. «Фредерік Генрі, принц Оранський», Національний музей Прадо.
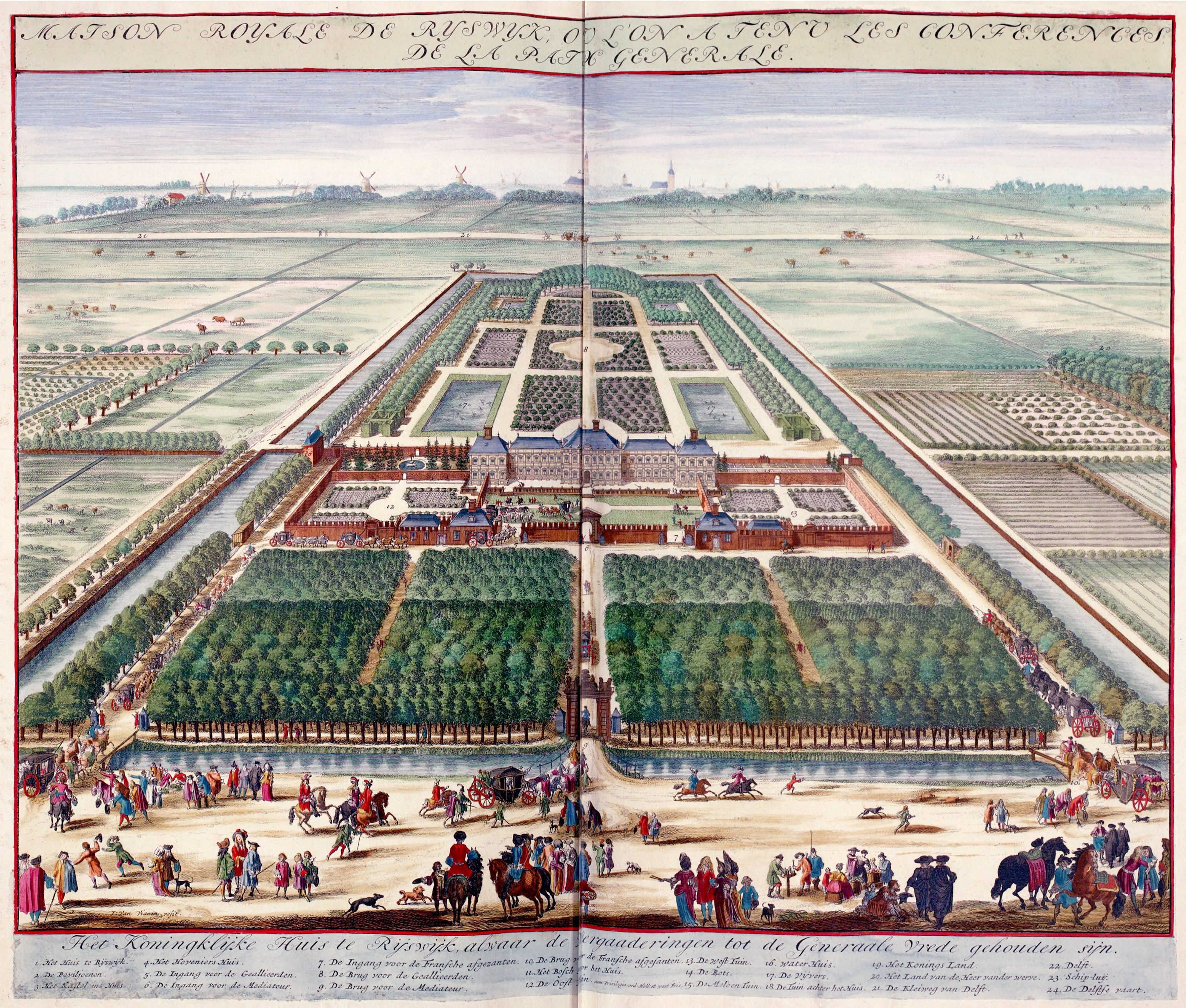
Резиденція принців Оранських Гюйс тер Нейбург.

## Перебування у Франції
Андре Молле повернувся 1635 року в Париж. 1642 року його викликали в Англію для облаштування саду королеви Генррієтти Марії, француженки-принцеси за походженням. В Англії розпочалась громадянська війна і Андре Молле того ж року повернувся у Францію. Восени 1646 року у столицю Франції прибула делегація аристократа Магнуса Габріеля Делагарді, фаворита королеви Христини Шведської. Делагарді відвідав садово-паркові ансамблі деяких французьких аристократів і був у захопленні від регулярних садів, створених Андре Молле. Молле отримав запрошення на працю до королівського двору Христини Шведської.

## Праця у Швеції

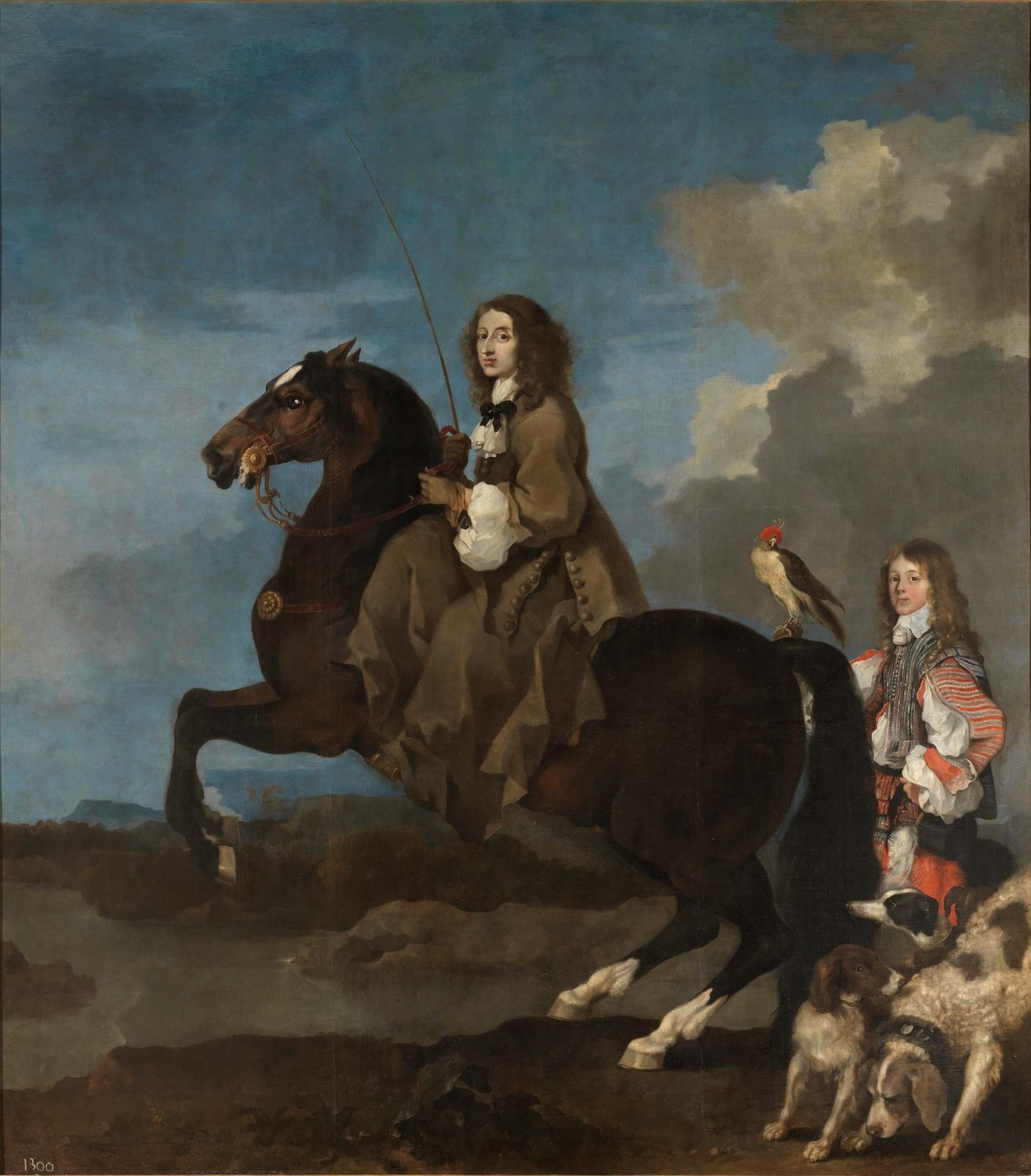
Худ. Себастьян Бурдон. «Кінний портрет Христини Шведської», Національний музей Прадо, Мадрид.

Андре Молле погодився, узяв із собою двох садівників-помічників, а також насіння і декілька рослин (лимон, гранат, Лавр, іспанський жасмін, мирт, цибулини різних тюльпанів тощо) для вирощування у оранжереях.
Праця Андре Молле при королівському дворі Христини Шведської тривала п'ять років. Він встиг створити французькі партети і бродері, котрі нагадували орнаменти французьких коштовних тканин. Серед створеного — реконструкція саду при Королівському палаці у Стокгольмі та новий сад на околиці шведської столиці. Садівник працював у співдружності з архітекторами-франкофілами Никодимом Тессіном старшим та з Жаком де ла Валлє, з котрим працював у Голландії. 1653 року садівник покинув Стокгольм. На відміну від батька, його син Жан Молле залишився у Стокгольмі і працював там впродовж всього життя.
Андре Молле був викликаний у Англію 1660 року з відновленням там монархії. Це сприяло відновленню королівських резиденцій і садівник працював у садах Сент-Джеймс Парку. У Лондоні 1670 року був надрукований твір Андре Молле «Сад насолод» (Le jardin de plaisir).
Рік смерті Андре Молле — 1665.

## Друковані твори
- Le jardin de plaisir («Сад насолод» 1651, перевидання 1981)
- Der Lust Gartten (1651, німецьке та шведське перевидання 2006)